# Чоколівський бульвар
Чо́колівський бульва́р — бульвар у Солом'янському районі міста Києва, місцевості Першотравневий масив, Чоколівка. Пролягає від проспекту Повітряних Сил та Севастопольської площі до залізничного мосту над залізничною платформою Караваєві Дачі (продовженням є вулиця Вадима Гетьмана).
Прилучаються вулиці Джеймса Мейса, Левка Мацієвича, площа Космонавтів, вулиці Авіаконструктора Антонова, Єреванська, Волинська, Лондонська, Адама Міцкевича, Ушинського і Уманська.
Бульвар є частиною Малої Окружної дороги, відтак має велике транспортне значення — адже бульвар сполучає напрямки на аеропорт, залізничний вокзал із такими важливими напрямками, як на масиви Микільська Борщагівка, Оболонь, Сирець та вихід на лівий берег міста.

## Історія
Бульвар прокладено на межі 1920-х — 1930-х років, тоді ж отримав назву бульвар Леніна (назву підтверджено 1944 року). На карті 1943 року позначений як Новоселицький бульвар. Спершу простягався лише до району нинішньої площі Космонавтів, у 1950-ті роки був продовжений до залізниці. 
Сучасна назва — з 1993 року, від місцевості Чоколівка та київського громадського діяча кінця XIX — початку XX століття Миколи Чоколова, на честь якого й було названо місцевість.
Реконструйований 2004[джерело?] року, перетворений на швидкісну магістраль. Бульварна зона простягається вздовж вулиці.

## Установи та заклади

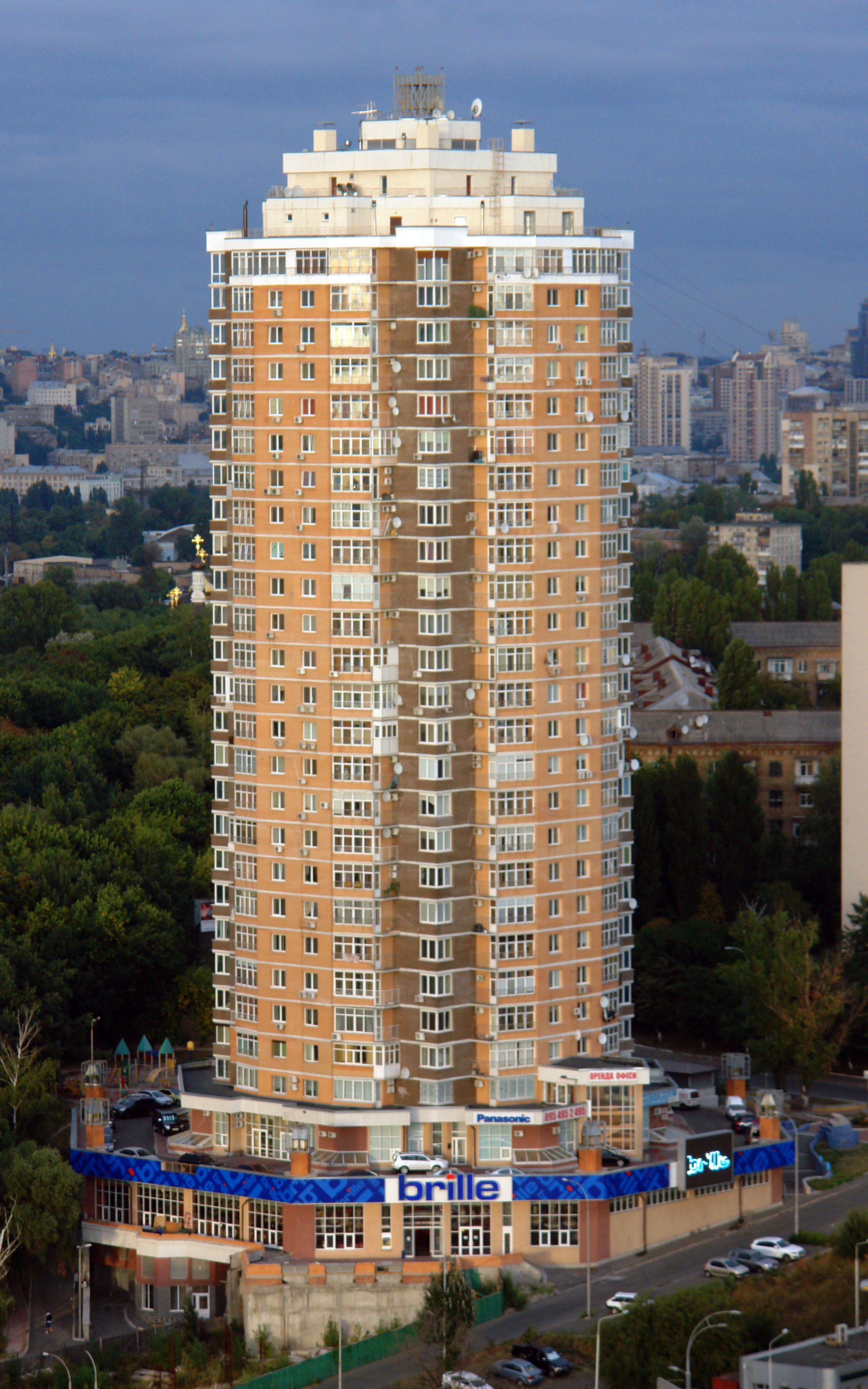
№ 42а (2009 р.) – висотна домінанта початку бульвару у Караваївського шляхопровіда

- Музична школа № 17 ім. І. Шамо (буд. № 25)
- Кінотеатр «Єреван» (буд. № 13)